# New Genesis (Lied)
New Genesis (Originaltitel: 新時代 Shin Jidai), alternativ auch New Genesis (Uta from One Piece Film Red), ist ein Lied der japanischen Popsängerin Ado, welches am 8. Juni 2022 auf digitaler Ebene veröffentlicht wurde und im Kinofilm One Piece Film: Red zu hören ist.
Geschrieben und komponiert wurde das Lied von Yasutake Nakata. Das Lied erreichte Platz eins in den Billboard Japan Hot 100 und in den kombinierten Singlecharts von Oricon. In den weltweit ermittelten Billboard Global 200 erreichte New Genesis mit Platz 20 seine Höchstposition. In Japan wurde das Lied mit einer Platin im Download- und Streaming-Segment ausgezeichnet.
Auch erhielt das Werk eine Auszeichnung bei den MTV Video Music Awards Japan sowie eine Nominierung bei den Crunchyroll Anime Awards.

## Hintergrund
Am 8. Juni 2023 wurde unter anderem Teile der Besetzung der Synchronsprecher, die im Film One Piece Film: Red zu hören sind, offiziell bekannt gegeben. Darunter befand sich auch die Sängerin Ado, die Utas Gesang einspielte, während Kaori Nazuka die übrigen Parts ihres Charakters einsprach.
Am gleichen Tag wurde auch das Lied New Genesis vorgestellt, welches zu einem späteren Zeitpunkt im selben Monat offiziell veröffentlicht werden sollte. Das Lied wurde von Yasutake Nakata geschrieben und produziert.
Zwischen dem 7. und dem 28. August 2022 fungierte das Lied zudem als Vorspannlied der Anime-Fernsehserie One Piece.

## Komposition
New Genesis wurde als Electropop-Lied bezeichnet, welches aufgrund der überwiegenden Nutzung von Synthesizern auch dem Synth-Pop zugeordnet werden kann. Yasutake Nakata, der das Lied schrieb und produzierte wurde von One-Piece-Mangaka Eiichiro Oda gebeten, ein „kraftvolles Stück zu verfassen, welches von der Geburt einer neuen Diva zeuge“ und gleichzeitig „in das Universum von One Piece“ passe.
Der Titel des Liedes repräsentiere die ideale Welt, die Uta – der weibliche Hauptcharakter des fünfzehnten Kinofilms – erschaffen wollte.
New Genesis wurde in G-Dur geschrieben, weist ein Tempo von 175 BPM und eine gesamte Spiellänge von drei Minuten und 49 Sekunden auf.

## Musikvideo
Am 15. Juni 2022 wurde ein animiertes Musikvideo auf YouTube veröffentlicht. Die Animationsregie übernahm Hmng, für die Choreografie zeigte sich Mikiko verantwortlich. Mitte Dezember gleichen Jahres erreichte das Musikvideo 100 Millionen Aufrufe auf YouTube.

## Erfolg

### Charts
Im Juni stieg das Lied zunächst auf Platz neun der Billboard Japan Hot 100 ein und erreichte knapp zwei Monate später Platz eins der Digital-Singlecharts von Oricon. Da die Single lediglich auf digitaler Ebene als Download und im Stream veröffentlicht wurde, stieg diese nicht in den offiziellen Oricon-Singlecharts ein, da diese ausschließlich physische Tonträgerverkäufe auswertet.
Nach der Ausstrahlung des Kinofilms erreichte das Lied Platz eins der Billboard Japan Hot 100 und konnte diese Position mit Unterbrechungen sechs Wochen lang halten. In den Jahrescharts von Billboard Japan erreichte New Genesis Platz sieben. In den Jahrescharts der kombinierten Singlecharts schaffte das Lied den Sprung auf Platz zehn.
Das Lied erreichte mit Platz 20 seine Höchstposition in den Billboard Global 200 und erreichte in den Jahresendcharts der Global excl. US Platz 120.

### Auszeichnungen für Musikverkäufe
New Genesis wurde zwischenzeitlich von der Recording Industry Association of Japan (RIAJ) mit einer Platin-Schallplatte im Download- und Streaming-Segment ausgezeichnet.
| Land/Region  | Auszeichnungen für Musikverkäufe (Land/Region, Auszeichnung, Verkäufe) | Verkäufe |
| ------------ | ---------------------------------------------------------------------- | -------- |
| Japan (RIAJ) | Platin                                                                 | 250.000  |
| Insgesamt    | 1× Platin ·                                                            | 250.000  |

| Land/Region  | Auszeichnungen für Musikverkäufe (Land/Region, Auszeichnung, Verkäufe) | Verkäufe    |
| ------------ | ---------------------------------------------------------------------- | ----------- |
| Japan (RIAJ) | 3× Platin                                                              | 300.000.000 |
| Insgesamt    | 3× Platin ·                                                            | 300.000.000 |

### Auszeichnungen und Nominierungen
Das Lied gewann bei den MTV Video Music Awards Japan 2022 in der Kategorie Lied des Jahres. Bei den Japan Gold Disc Awards erhielt das Lied zwei Auszeichnungen in den Kategorien Top 3 Songs by Downloads und Top 5 Songs by Streaming. Bei den J-Wave Music Awards des Radiosenders J-WAVE wurde das Lied in der Kategorie Lied des Jahres 2022 ausgezeichnet.
Bei den Crunchyroll Anime Awards, die 2023 bereits zum siebten Mal vergeben wurden, wurde New Genesis in der Kategorie Animesong des Jahres nominiert, erhielt aber keine Auszeichnung.
| Jahr | Auszeichnung                 | Kategorie                | Resultat  | Quellen |
| ---- | ---------------------------- | ------------------------ | --------- | ------- |
| 2022 | MTV Video Music Awards Japan | Lied des Jahres          | Gewonnen  | [ 12 ]  |
| 2022 | Japan Gold Disc Awards       | Top 3 Songs by Download  | Gewonnen  | [ 13 ]  |
| 2022 | Japan Gold Disc Awards       | Top 5 Songs by Streaming | Gewonnen  | [ 13 ]  |
| 2022 | J-Wave Music Awards          | Lied des Jahres          | Gewonnen  | [ 14 ]  |
| 2023 | Crunchyroll Anime Awards     | Animesong des Jahres     | Nominiert | [ 15 ]  |